# Piramide van het kapitalistische systeem
De piramide van het kapitalistische systeem is de naam voor een Amerikaanse karikatuur uit 1911 die kritisch staat tegenover het kapitalisme. Hij is gekopieerd van een Russische flyer uit circa 1901. Het toont de stratificatie naar sociale klasse en economische ongelijkheid. Het werk is beschreven als 'beroemd', ‘bekend en wijdverbreid gereproduceerd’. Er bestaan een aantal afgeleide werken.
De plaat werd in 1911 gepubliceerd door de Industrial Worker (The International Publishing Co., Cleveland, Ohio), een krant van de Industrial Workers of the World, en toegeschreven aan Nedeljkovich, Brashich en Kuharich.
Het werk is gebaseerd op oudere, soortgelijke foto's. In 1900 gebruikte de Belgische Werkliedenpartij in haar verkiezingscampagne een schilderij genaamd "Pyramide à renverser" (let.: Een pyramide die omver geworpen moet worden. In 1901 verscheen in Rusland Nicolas Lokhoffs karikatuur van de keizerlijke Russische samenleving uit 1901, geschreven door de Unie van Russische Socialisten,. De afbeelding toonde arbeiders die de piramide op hun ruggen ondersteunden, met de strofe: "De tijd zal komen dat het volk in hun woede hun gebogen ruggen zal strekken en de structuur met een machtige stoot van hun schouders zal neerhalen." Opvallende verschillen tussen het Russische origineel uit 1901 en de Amerikaanse imitatie uit 1911 zijn onder meer de vervanging van de zwarte adelaar van het Russische Rijk door een geldbuidel, de Russische tsaar en tsarina door een meer generieke dubbelvorst en staatsleiders in pakken. Twee van de drie orthodoxe geestelijken zijn vervangen door een katholieke kardinaal en een protestantse predikant. Het leger van het Russische Rijk is vervangen door een meer generieke groep soldaten. Ook is er geen revolutionaire strofe aanwezig. Op beide afbeeldingen symboliseert een gevallen kind of een kind dat werkt de benarde situatie van de arbeiders. Een ander gemeenschappelijk element is het wapperen met de rode vlag door de arbeiders, als symbool van de socialistische beweging.
De afbeelding toont de kritiek op het kapitalistische systeem, als een hiërarchie van macht en rijkdom. Het illustreert een arbeidersklasse die het leven van anderen mogelijk maakt. Als de arbeidersklasse haar steun aan het systeem zou intrekken, zou dat de bestaande sociale orde omverwerpen. Dit soort kritiek op het kapitalisme wordt toegeschreven aan de Franse socialist Louis Blanc.